# Орден Троянди (Франція)
Орден Троянди — псевдолицарський орден, заснований 1780 року Луї Філіпом Орлеанським (1747-1793), герцогом Шартрським, а пізніше герцогом Орлеанським, для знатних сеньойорів і пань, які понад усе цінували чуттєві насолоди. 
Король Франції Людовик XVI недовго терпів це "декадентське лицарство" при своєму дворі у Версалі та скасував цей "орден".
Цей псевдолицарський орден був характерним явищем для доби занепаду Старого порядоку, і про нього можна говорити як про "клуб друзів" монаршої або дуже багатої особи. Тим не менше, цей орден включений до списку історичних орденів Франції.